# Wolfgang (Pfalz-Zweibrücken)

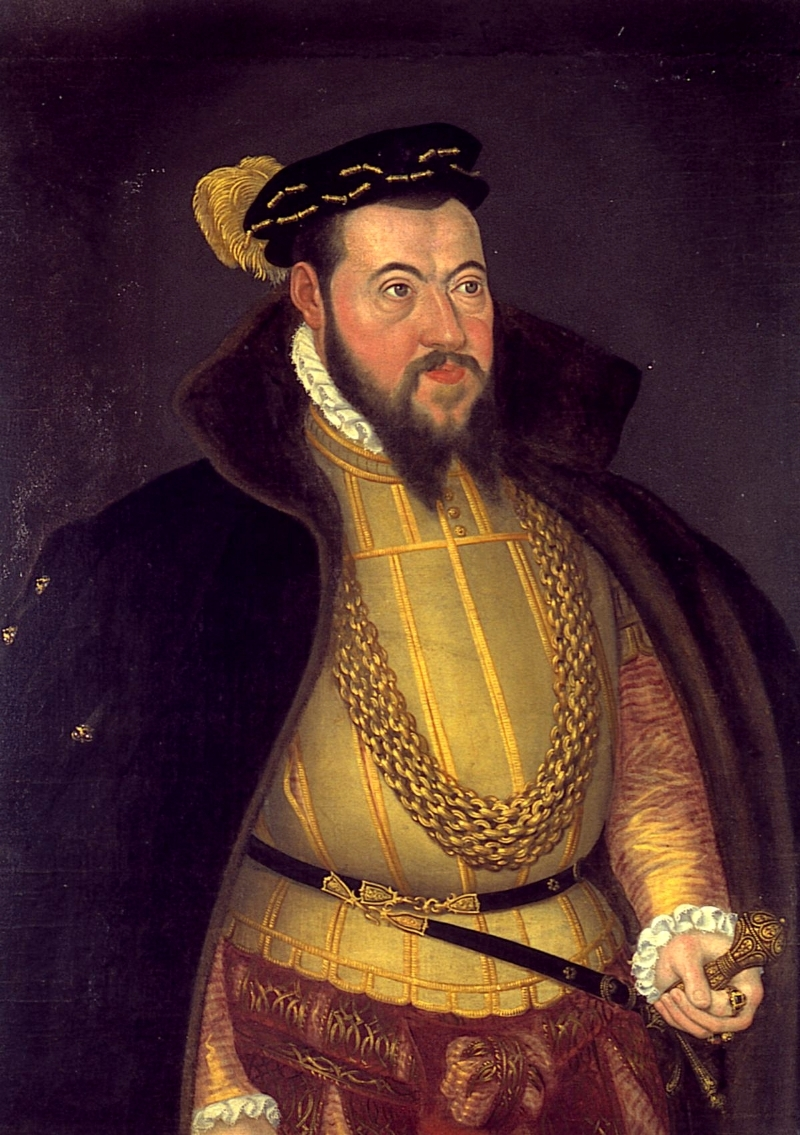
Pfalzgraf-Herzog Wolfgang von Pfalz-Zweibrücken

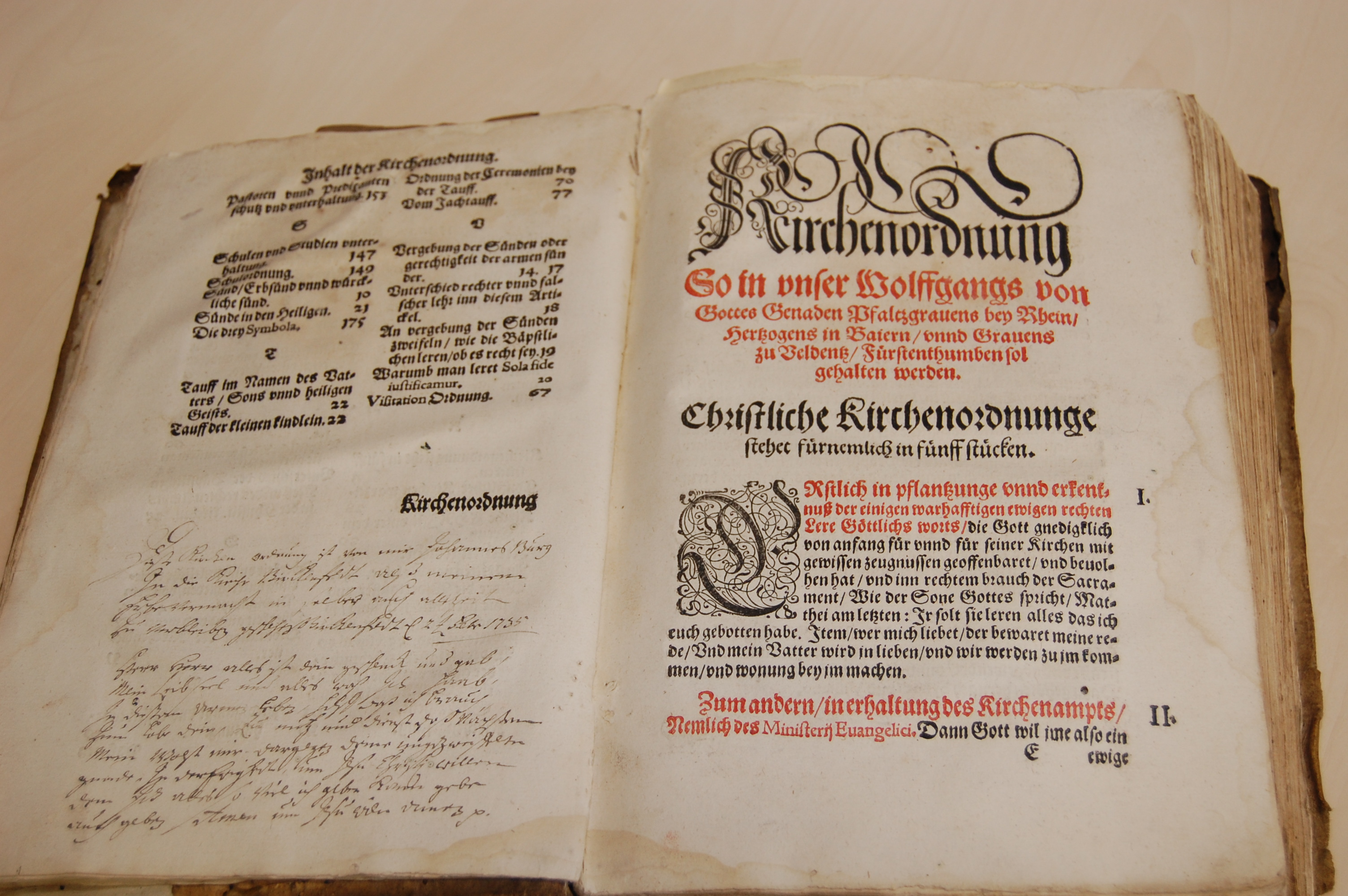
Zwei Seiten aus der Kirchenordnung Herzog Wolfgangs

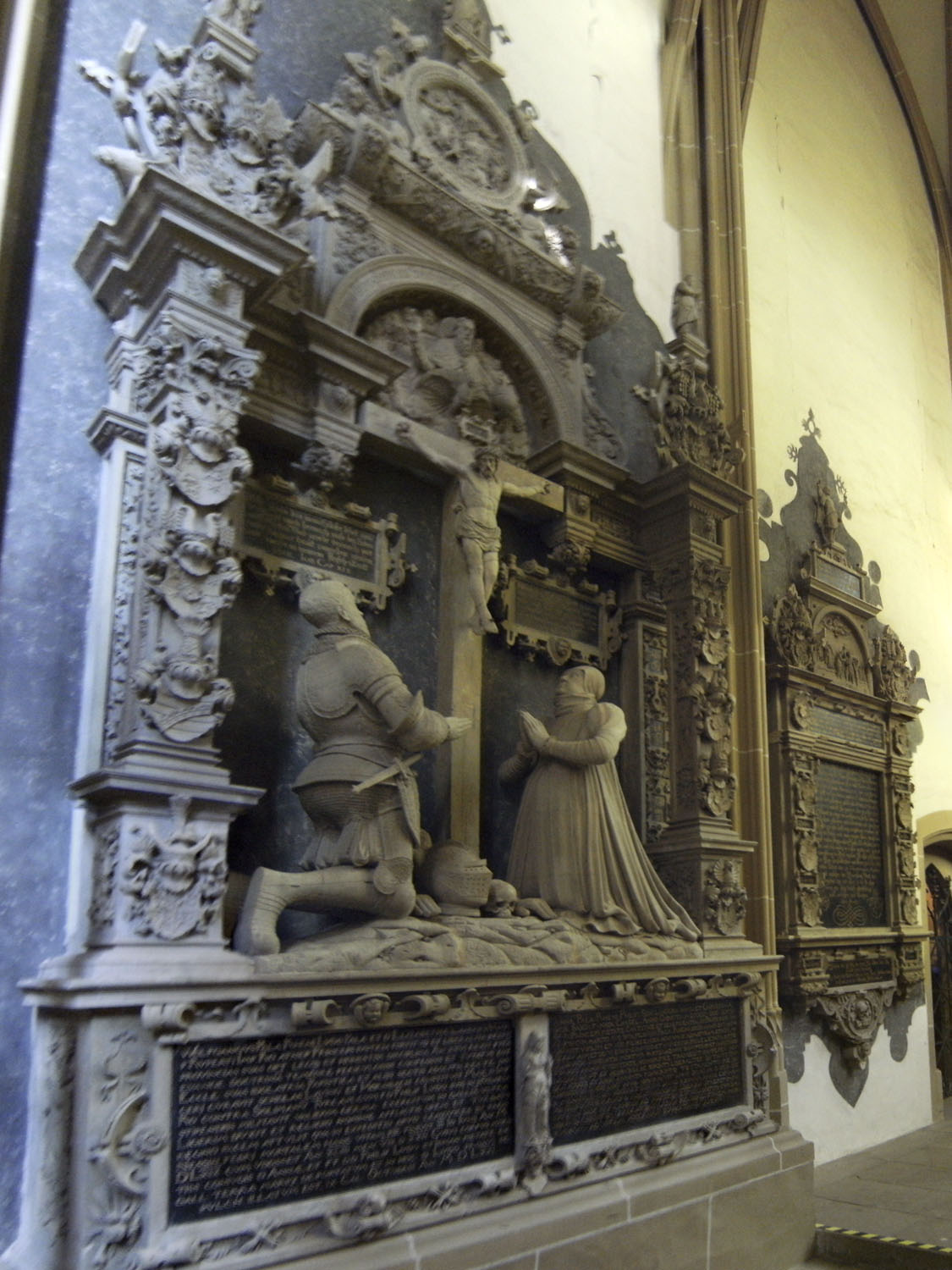
Grabmal des Herzogs Wolfgang und seiner Ehefrau Anna von Hessen in der Schlosskirche von Meisenheim

Wolfgang von Pfalz-Zweibrücken (* 26. September 1526 in Zweibrücken; † 11. Juni 1569 in Nexon), genannt auch Wolfgang von Zweibrücken, war ab dem Jahr 1532 Pfalzgraf und Herzog von Pfalz-Zweibrücken, ab 1557 auch Herzog von Pfalz-Neuburg.

## Herkunft und dynastische Verhältnisse
Sein Vater war Ludwig II. von Pfalz-Zweibrücken und seine Mutter Elisabeth von Hessen (die Tochter Wilhelms des Älteren von Hessen). Bis zu seiner Volljährigkeit 1543 führte der jüngere Bruder seines Vaters, Ruprecht, die Regentschaft. Anschließend kam es zur Teilung der Linie in Pfalz-Zweibrücken mit Wolfgang und Pfalz-Veldenz, das Ruprecht erhielt.
Im Herbst 1543 wurden Überlegungen zu einer Eheschließung Herzog Wolfgangs mit Anna Walburga von Neuenahr (1522–1600) angestellt, die jedoch zu keinem Ergebnis führten. 1545 heiratete er Anna von Hessen, eine Tochter von Philipp, dem Großmütigen.
1557 erhielt er die Junge Pfalz mit Neuburg an der Donau gemäß den Bestimmungen des Heidelberger Sukzessionsvertrags, der 1553 zwischen den verschiedenen Linien des Hauses Wittelsbach geschlossen worden war, von Kurfürst Ottheinrich von der Pfalz. Mit Wolfgangs Tod teilte sich die Linie ein weiteres Mal in die Linien Pfalz-Neuburg-Hilpoltstein, Pfalz-Zweibrücken, Pfalz-Sulzbach, Pfalz-Parkstein und Pfalz-Birkenfeld. Sein Grab befindet sich in der evangelischen Schlosskirche von Meisenheim.
Durch seinen Sohn Philipp Ludwig stammen von Wolfgang die Kurfürsten der Pfalz aus der Linie Pfalz-Neuburg ab, die die Kurpfalz 1685–1742 regierten, sowie deren Nachfolger aus der Linie Pfalz-Sulzbach, die bis 1799 herrschte. Er wurde durch seinen Sohn Karl auch zum Stammvater der danach ab 1799 in allen Gebieten der Wittelsbacher regierenden Linie Pfalz-Birkenfeld, aus der die bayerischen Könige kommen. Alle lebenden Wittelsbacher stammen daher von Wolfgang ab.

## Wirken
Wolfgang war überzeugter Protestant. So versuchte er, der Rekatholisierung Deutschlands durch das Augsburger Interim 1548–1552 Widerstand zu leisten. Nach dem Augsburger Religionsfrieden 1555 erließ er 1557 eine der großen und maßgeblichen Kirchenordnungen in Deutschland, die von anderen deutschen Fürstentümern übernommen wurde. Bestandteil dieser Kirchenordnung war auch das erste evangelische Gesangbuch, das im südwestdeutschen Raum von offizieller Seite herausgegeben wurde.
1566 nahm Wolfgang als kaiserlicher Kavallerie-Offizier am Türkenkrieg teil. 1569 führte er ein Söldnerheer von Hochfelden aus dem Elsass durch Burgund und Innerfrankreich in das Limousin, um den französischen Hugenotten unter dem Fürsten von Condé im dritten Hugenottenkrieg beizustehen. Herzog Wolfgang erkrankte während des Feldzugs und starb im Feldlager in Nexon.
Die einbalsamierte Leiche Herzog Wolfgangs wurde auf Anordnung von Admiral Gaspard II. de Coligny zunächst in Angoulême eingesargt, dann 1571 nach dem Frieden von Saint-Germain (1570) von Cognac über La Rochelle auf einem lübischen Schiff durch den Ärmelkanal und den Öresund mit Aufenthalt in Kopenhagen nach Lübeck und von dort zur Beisetzung nach Meisenheim gebracht. Auf dem Weg wurde der Sarg in Lübeck, Wolfenbüttel, Münden und Kassel in Kirchen aufgebahrt, und es wurden Trauergottesdienste abgehalten. Der Lübecker Stadtrat, Herzog Julius von Braunschweig-Wolfenbüttel, Herzog Erich II. von Braunschweig-Calenberg-Göttingen und Landgraf Wilhelm IV. von Hessen-Kassel erwiesen dem Toten persönlich ihre Ehre.

## Nachkommen aus der Ehe mit Anna
- Christine (1546–1619)
- Philipp Ludwig (1547–1614), Pfalzgraf und Herzog von Pfalz-Neuburg

⚭ 1574 Prinzessin Anna von Jülich-Kleve-Berg (1552–1632)
- Johann I. (1550–1604), Pfalzgraf und Herzog von Pfalz-Zweibrücken

⚭ 1579 Prinzessin Magdalena von Jülich-Kleve-Berg (1553–1633)
- Dorothea Agnes (1551–1552)
- Elisabeth (1553–1554)
- Anna (1554–1576)
- Elisabeth (1555–1625)

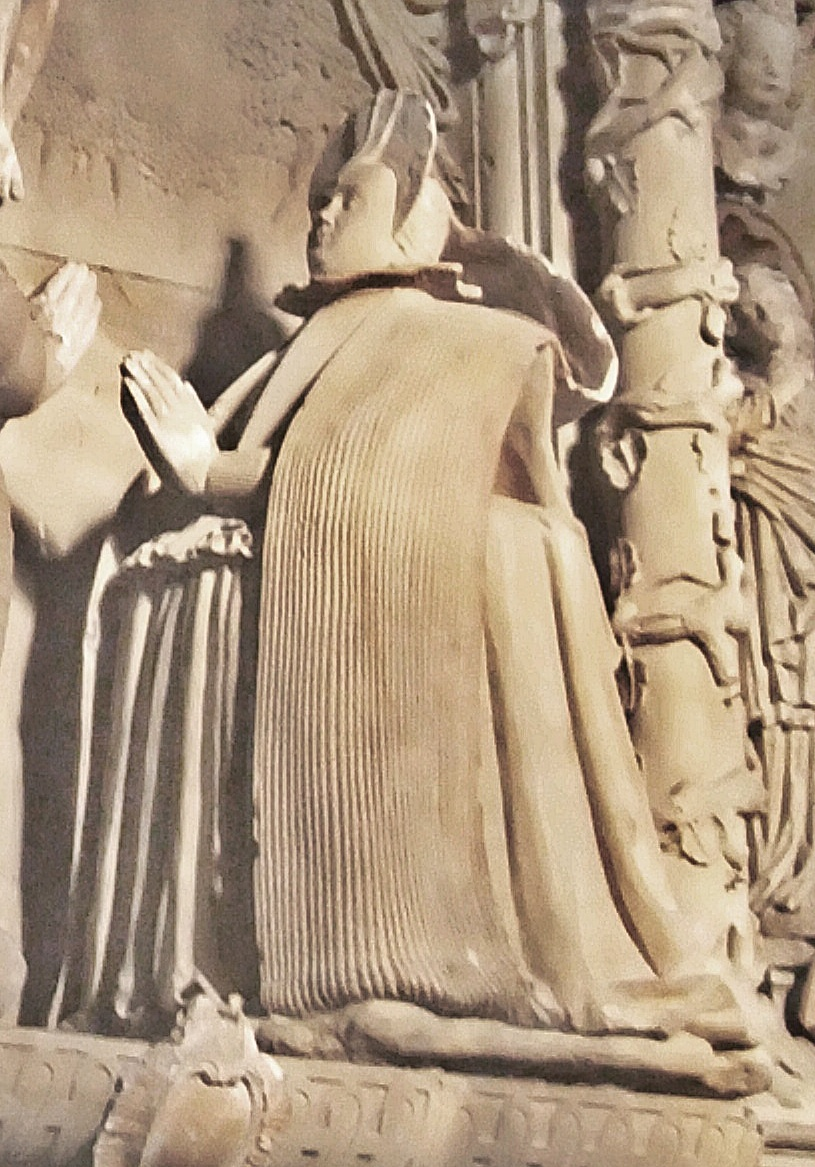
Die Tochter Maria Elisabeth von Pfalz-Zweibrücken (1561–1629), verheiratet mit Graf Emich XII. von Leiningen-Hardenburg, Epitaphfigur in der Schlosskirche Bad Dürkheim

- Otto Heinrich (1556–1604), Pfalzgraf und Herzog von Pfalz-Sulzbach

⚭ 1582 Prinzessin Dorothea Marie von Württemberg (1559–1639)
- Friedrich (1557–1597), Pfalzgraf und Herzog von Pfalz-Zweibrücken-Vohenstrauß-Parkstein

⚭ 1587 Prinzessin Katharina Sophie von Liegnitz (1561–1608)
- Barbara (1559–1618)

⚭ 1591 Graf Gottfried zu Oettingen-Oettingen (1554–1622)
- Karl I. (1560–1600), Pfalzgraf und Herzog von Pfalz-Zweibrücken-Birkenfeld

⚭ 1586 Prinzessin Dorothea Maria von Braunschweig-Lüneburg (1570–1649)
- Maria Elisabeth (1561–1629)

⚭ 1585 Graf Emich XII. von Leiningen-Dagsburg-Hardenburg (1562–1607)
- Susanna (1564–1565)